# 芬蘭建築博物館

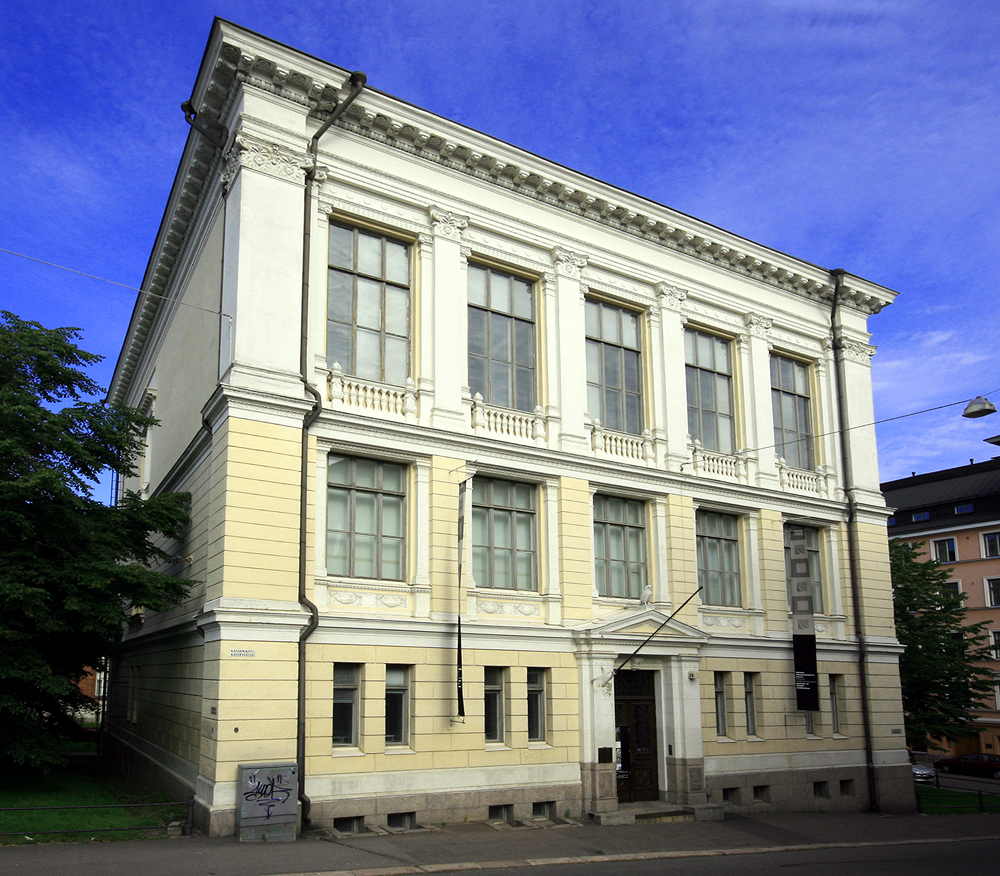
芬蘭建築博物館

芬蘭建築博物館（芬蘭語：Suomen arkkitehtuurimuseo）是芬蘭首都赫爾辛基的一座建築博物館，設立於1956年。這座博物館是世界第二古老的建築專門博物館（僅次於莫斯科）。博物館收藏了大量圖畫、照片以及建築比例模型展品，並擁有自己的圖書館和書店。

## 外部連結
- 官方网站

60°09′47″N 024°56′51″E / 60.16306°N 24.94750°E